# Bătălia de la Dobro Pole

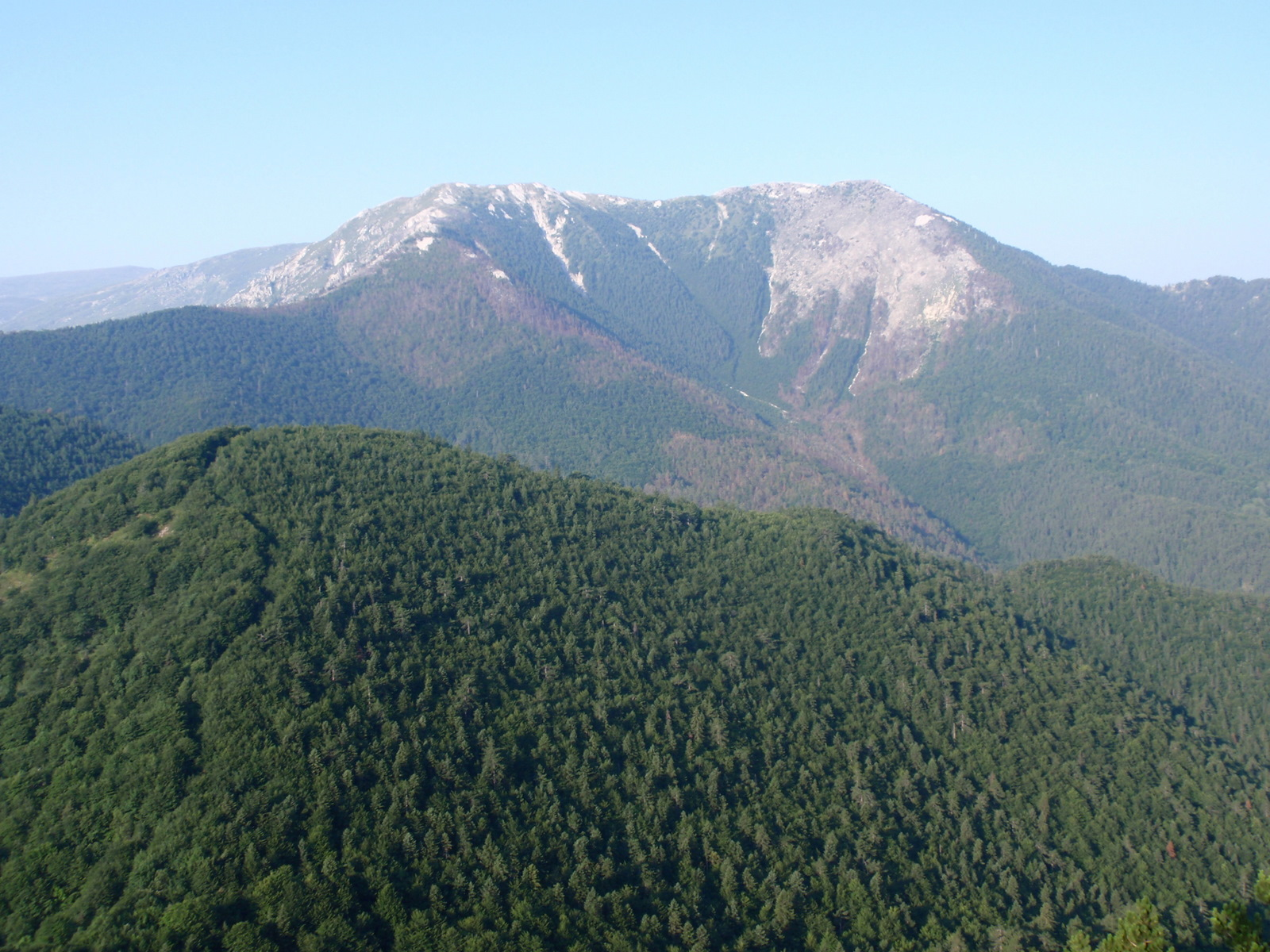
Muntele Tzena

Bătălia de la Dobro Pole a fost o luptă din cadrul Primului Război Mondial, care a avut loc între 15 și 18 septembrie 1918. Bătălia a avut loc în prima parte a ofensivei Vardar din Campania din Balcani. Pe 15 septembrie, o combinație a forțelor sârbe, franceze și grece au atacat tranșeele ocupate de din Dobro Pol („pământ bun”), care atunci făcea parte din Regatul Serbiei (în prezent Republica Macedonia). Ofensiva a avut efecte devastatoare asupra moralului bulgarilor, lucru care a dus la dezertări în masă.
În ciuda inferiorității numerice și a dotărilor slabe, unitățile bulgare și-au întâmpinat adversarii cu o rezistență acerbă, întârziind avansul Antantei în Zborsko. Prăbușirea primei linii a permis Aliaților să atace bulgarii din mai multe direcții, reușind în cele din urmă să înăbușească ultimele cuiburi de rezistență. Înfrângerea Puterilor Centrale de la Dobro Pole a jucat un rol important în retragerea bulgară din război și a deschis calea pentru capturarea ulterioară a Macedoniei sârbești.
Cu o zi înainte de ofensiva Antantei, Generalul Louis Franchet d'Espèrey a pregătit planul final pentru operațiune. Prima fază a constat dintr-un atac franco-sârb combinat asupra Diviziilor a 2-a și a 3-a bulgare, care a prezentat un pericol pentru liniile de aprovizionare bulgare pe râul Vardar. Dobro Pole era înconjurat de un sistem bine dezvoltat de tranșee, care, în combinație cu terenul accidentat, a făcut ca zona să nu poată fi trecută de mijloacele de transport.